# Ronen Bar
Ronen Bar (en hebreo: רונן בר‎) (nacido en 1965) es un oficial de inteligencia israelí y director de la Agencia de Seguridad de Israel (Shabak) desde el 13 de octubre de 2021, siendo con anterioridad subdirector de dicha institución. Bar fue nombrado por el primer ministro Naftalí Bennett y su nombramiento fue aprobado por el gabinete de Israel el 11 de octubre de 2021, asumiendo el cargo dos días después. Fue despedido en marzo de 2025, aunque su salida fue suspendida por el Tribunal Superior de Israel.

## Biografía
Bar sirvió en la unidad Sayeret Matkal de las Fuerzas de Defensa de Israel. Tras ser liberado del servicio en las FDI, se unió al Shabak como agente de campo en 1993, comandando varias operaciones en la Franja de Gaza, en Judea y Samaria y el Líbano. En 2011 fue nombrado jefe de la División de Operaciones. Bar se convirtió en jefe del departamento de desarrollo de recursos en 2016, y se convirtió en jefe adjunto del Shabak en 2018.
Bar tiene una licenciatura en Ciencias Políticas y Filosofía con honores por la Universidad de Tel Aviv, y una maestría en Administración Pública de la Universidad de Harvard.

## Operación Inundación de Al-Aqsa
En un memorando para todo el personal hecho público el lunes 16 de octubre de 2023, Bar asumió la responsabilidad por no haber podido frustrar el ataque del 7 de octubre de 2023 de militantes de Hamás, quienes lo llamaron Operación Inundación de Al-Aqsa.
La noche anterior al ataque sorpresa, Bar fue enviado a la sede del Shabak a la luz de información que llegó a la organización sobre signos de un ataque, pero no interpretó la información como indicativa de un ataque generalizado y no tomó medidas para avanzar en el ataque, más allá de enviar un equipo a la Franja de Gaza. Tras el fallo estrepitoso de las medidas de defensa, criticadas a nivel internacional por la sorpresa ante el desliz de un estado tan militarizado como Israel, Ben asumió la responsabilidad personal y sistémica, indicando que «ahora estamos luchando», y que «ahora no es el momento de realizar investigaciones».
El 20 de marzo de 2025, el gabinete israelí votó a favor de destituir a Bar, con efecto a partir del 10 de abril, o cuando se eligiera un nuevo director, tras una controversia en la que el Shin Bet estaba investigando acusaciones que involucraban al personal de la oficina del primer ministro y Catar. El fiscal general Gali Baharav-Miara había declarado previamente que Bar no podía ser destituido sin la aprobación previa de un comité asesor sobre nombramientos de alto nivel.
El 21 de marzo de 2025, el Tribunal Supremo de Israel suspendió el despido de Bar tras una petición presentada conjuntamente por los partidos políticos: Yesh Atid, Unidad Nacional, Los Demócratas e Israel Beitenu, y una petición separada presentada por el Movimiento para un Gobierno de Calidad en Israel y el Foro «Muros Protectores de Israel».
El 31 de marzo, el primer ministro de Israel, Benjamín Netanyahu, anunció el nombramiento del excomandante de la Armada de Israel, el vicealmirante Eli Sharvit, como nuevo jefe del Shin Bet, en sustitución de Ronen Bar, cesado después de que la agencia revelase una presunta trama de corrupción entre el gobierno israelí, Catar y la financiación de Hamás. El 21 de mayo, el Tribunal Supremo de Israel dictaminó que existía «una preocupación de abuso de poder en el cese del Shin Bet con el fin de influir en el curso de las investigaciones, que no es meramente especulativa», por lo que consideraba que «la decisión de poner fin al mandato del jefe del Shin Bet se tomó violando la ley».